# Edwin H. Colpitts
Edwin Henry Colpitts (* 19. Januar 1872 in New Brunswick, Kanada; † 6. März 1949) war ein Elektroingenieur. Nach ihm ist die Colpitts-Schaltung benannt.
Colpitts studierte an der Harvard University bis 1897. Er arbeitete bis 1902 bei der American Bell Telephone Company und danach bei der Western Electric Company in New York City, wo er 1911 Forschungsleiter wurde.
Bei seiner Pensionierung 1937 war er Vizepräsident der Bell Telephone Laboratories.